# 名古屋市楠図書館
名古屋市楠図書館（なごやしくすのきとしょかん）は、愛知県名古屋市北区楠の名古屋市図書館の分館である。

## 概要
2016年度の蔵書数は71,169冊、貸出数は276,362冊である。1997年（平成9年）7月10日、名古屋市楠図書館として開館。名古屋市17番目の市立図書館。
図書を71,169冊（一般書：49,427冊、児童書：21,736冊）、新聞を23紙、雑誌を205誌、視聴覚資料を1,683点（紙芝居：534組、CD：899枚、ビデオテープ：42巻、ビデオディスク：190枚、CD・DVD-ROM：18枚）所蔵している。

## 交通アクセス
- 名古屋市営バス「楠支所」停留所下車[3]。
- JR東海交通事業城北線 味美駅下車、徒歩で約15分。

## 公式サイト
ウィキメディア・コモンズには、名古屋市楠図書館に関するカテゴリがあります。
- 公式ウェブサイト（日本語）